# Etcetera Records
Etcetera Records is een onafhankelijk platenlabel voor klassieke muziek, gevestigd aan de Prinsengracht in Amsterdam. Het werd in 1982 opgericht door de Brit David Rossiter en Michel Arcizet. Beiden hadden voordien gewerkt bij CBS Records. Ze wilden vooral onbekend repertoire uitbrengen, dat door de traditionele platenlabels werd verwaarloosd; vandaar de naam van hun bedrijf. De eerste LP-uitgave van het label, (ETC1001, later op CD als ETCD1001) uit 1982, was een wereldprimeur-opname van het tweede gitaarconcert van Mario Castelnuovo-Tedesco met gitarist Jorge Oraison, en het Concertgebouw Kamerorkest Haarlem onder leiding van Adam Gatehouse.
Beide stichters van Etcetera zijn inmiddels overleden, evenals de opnametechnicus Klaas Posthuma, die overleed in 2001; na in 1988 reeds het label verlaten te hebben om verder te gaan met zijn eigen Globe-label. Anno 2010 is de leiding van Etcetera in handen van directeur Dirk de Greef en artistiek directeur Paul Janse.
Etcetera brengt eigen opnames en archiefopnames uit van werken uit alle periodes, uitgevoerd door zowel Nederlandse als buitenlandse artiesten, en met de nadruk op authenticiteit: het motto van het label is "Authentic in diversity". Er zijn ook enkele speciale series rond een thema, zoals de serie "Flemish Connection" met orkestrale werken van Vlaamse componisten, in samenwerking met radiozender Klara. De serie "Dutch Composers" brengt zowel nieuwe opnamen als archiefopnames van werken van Nederlandse componisten, in samenwerking met Muziek Centrum Nederland (voorheen Donemus) en de Nederlandse radio-omroepen. 